# Мецана Мортилиенго
Меца̀на Мортилиѐнго (на италиански: Mezzana Mortigliengo; на пиемонтски: Mzan-a Mortiengh, Мъцан-а Мортиенг) е община в Северна Италия, провинция Биела, регион Пиемонт. Разположено е на 420 m надморска височина. Населението на общината е 559 души (към 2010 г.).
Административен център на общината е село Черейе (Cereie).